# ريتشارد هارود
ريتشارد هارود (بالإنجليزية: Richard Harwood)‏ هو عازف تشيلو بريطاني، ولد في 8 أغسطس 1979 في بورتسموث في المملكة المتحدة.

## وصلات خارجية
- الموقع الرسمي
- ريتشارد هارود على موقع IMDb (الإنجليزية)
- ريتشارد هارود على موقع ميوزك برينز (الإنجليزية)
- ريتشارد هارود على موقع ديسكوغز (الإنجليزية)
- ريتشارد هارود على موقع قاعدة بيانات الفيلم (الإنجليزية)